# Almir Paraca
Almir Paraca Cristovão Cardoso (Paracatu, 24 de agosto de 1962) é um bancário, professor e político brasileiro do estado de Minas Gerais.
Almir Paraca foi vereador e prefeito de Paracatu e deputado estadual em Minas Gerais.

## Entrevistas

### Museu da Pessoa
Em 2006, Almir forneceu uma entrevista ao Museu da Pessoa , onde descreve sua atuação como bancário no Banco do Brasil no projeto Fome Zero do Governo Lula.
"Mas então o alinhamento com o Fome Zero é algo muito natural, e eu cheguei a afirmar em vários momentos que a Fundação Banco do Brasil sempre fez Fome Zero, desde o seu nascimento. Não era um corte ali e dali pra frente tinha um grande diferencial. Na verdade, o programa Fome Zero como tinha a proposta de ações específicas, ações emergenciais e ações estruturais, a fundação optou por atuar no eixo estrutural que exatamente em ações para promover geração de trabalho e renda, algo que ela já fazia, mas nós optamos assim por concentrar esses esforços, por redirecionar esses esforços e dar foco. Resolvemos focar então na educação e geração de trabalho e renda com a utilização das tecnologias sociais. A participação no Fome Zero tem essa orientação."— Almir Paraca Cristovão Cardoso Em entrevista ao Museu da Pessoa